# Kōhei Matsumoto
Kōhei Matsumoto (japanisch 松本 孝平 Matsumoto Kōhei; * 31. Juli 1994 in der Präfektur Kanagawa) ist ein japanischer Fußballspieler.

## Karriere
Matsumoto erlernte das Fußballspielen in der Schulmannschaft der Fujisawa Seiryu High School und der Universitätsmannschaft der Kokushikan-Universität. Seinen ersten Vertrag unterschrieb er 2017 bei Nagoya Grampus. Der Verein spielte in der zweithöchsten Liga des Landes, der J2 League. Am Ende der Saison 2017 stieg der Verein in die erste Liga auf. Im Juli 2018 wurde er an den Drittligisten SC Sagamihara ausgeliehen. Für den Verein absolvierte er 13 Ligaspiele. 2019 wechselte er für zwei Jahre zum Vierteligisten FC Maruyasu Okazaki. Für den Verein aus Okazaki absolvierte er 23 Viertligaspiele. Im Januar 2021 nahm ihn der Ligakonkurrent FC Tiamo Hirakata unter Vertrag. Für den Verein aus Hirakata stand er eine Saison unter Vertrag. Für Hirakata absolvierte er 30 Viertligaspiel und schoss dabei zwölf Tore. Im Januar 2022 unterschrieb er in Takamatsu einen Einjahresvertra beim Drittligisten Kamatamare Sanuki. Für Kamatamare bestritt er 32 Drittligaspiele. Im Januar 2023 unterschrieb er einen Vertrag beim Zweitligisten Ventforet Kofu. Nach zwölf Ligaspielen wechselte er im Februar 2024 nach Toyama zum Drittligisten Kataller Toyama. Am Ende der Saison 2024 belegte er mit dem Verein den dritten Platz und qualifizierte sich für die Aufstiegsspiele. Hier spielte man im Finale gegen Matsumoto Yamaga 2:2-Unentschieden. Da Katallar in der regulären Spielzeit den dritten Platz belegte, stieg man in die zweite Liga auf. Nach Vertragsende in Kofu wechselte er im Februar 2025 zum Drittligisten FC Osaka.